# 니시키촌 (효고현)
니시키촌(西気村)은 효고현 기노사키군에 설치되었던 촌이다. 현재의 도요오카시에 해당한다.

## 역사
- 1889년 4월 1일 - 정촌제 시행에 의해 게타군 14촌의 구역을 가지고 성립하였다.
- 1896년 4월 1일 - 기노사키군으로 변경되었다.
- 1955년 4월 1일 - 기요타키촌, 미카타촌, 히다카정, 고쿠후촌, 야시로촌과 합병해, 새로운 히다카정이 성립, 동일 니시키촌은 폐지되었다.

## 교통

### 철도
- 일본국유철도
  - 산요본선

## 참고문헌
- 角川日本地名大辞典 28 兵庫県